# Eupelmus annulatus
Eupelmus annulatus is een vliesvleugelig insect uit de familie Eupelmidae. De wetenschappelijke naam is voor het eerst geldig gepubliceerd in 1834 door Nees.